# Campionati italiani di duathlon del 2024
I Campionati italiani di duathlon Classico del 2024 sono stati organizzati dalla Federazione Italiana Triathlon e si sono tenuti a Quinzano d'Oglio il 21 aprile 2024
Tra gli uomini ha vinto Vincent Dominin (U.S. Dolomitica ASD), mentre la gara femminile è andata a Giorgia Priarone (707).

## Risultati

### Elite uomini
| Pos. | Atleta           | Società sportiva     | Corsa   | Bici    | Corsa   | Totale  |
| ---- | ---------------- | -------------------- | ------- | ------- | ------- | ------- |
|      | Vincent Dominin  | U.s. Dolomitica Asd  | 0.32.46 | 0.52.15 | 0.17.25 | 1.43.54 |
|      | Tommaso Paoletti | Asd Team Fisiosport  | 0.32.45 | 0.53.38 | 0.16.41 | 1.44.35 |
|      | Riccardo Ridolfi | T.d. Rimini          | 0.32.45 | 0.53.44 | 0.16.48 | 1.44.44 |
| 4    | Marco Corti      | Zerotrenta Triathlon | 0.32.14 | 0.54.51 | 0.16.42 | 1.45.12 |
| 5    | Marco Gallina    | U.s. Dolomitica Asd  | 0.33.44 | 0.52.23 | 0.17.43 | 1.45.37 |
| 6    | Lorenzo D'altri  | U.s. Dolomitica Asd  | 0.31.55 | 0.55.12 | 0.18.03 | 1.46.44 |
| 7    | Stefano Valente  | Tri Alto Adige       | 0.32.37 | 0.56.03 | 0.16.37 | 1.46.45 |
| 8    | Pietro Foppolo   | Venus Triathlon      | 0.33.14 | 0.55.19 | 0.16.49 | 1.46.54 |
| 9    | Ivan Cappelli    | Valdigne Triathlon   | 0.32.45 | 0.55.57 | 0.16.54 | 1.46.56 |
| 10   | Andrea Bonoli    | Cesena Triathlon     | 0.32.43 | 0.56.00 | 0.16.58 | 1.47.02 |
| 11   | Bruno Pasqualini | Asd Team Fisiosport  | 0.34.24 | 0.53.10 | 0.18.12 | 1.47.27 |
| 12   | Pietro Santini   | Firenze Tri          | 0.34.27 | 0.54.05 | 0.17.25 | 1.47.35 |
| 13   | Daniele Gambitta | Magma Team           | 0.32.44 | 0.56.47 | 0.16.47 | 1.47.39 |
| 14   | Alessandro Vita  | U.s. Dolomitica Asd  | 0.33.50 | 0.55.02 | 0.17.27 | 1.47.46 |
| 15   | Filippo Lisi     | Team Star Ssd        | 0.32.44 | 0.56.03 | 0.17.38 | 1.47.49 |
| 16   | Filippo Tirapani | Sportingclubsassuolo | 0.33.21 | 0.55.09 | 0.17.49 | 1.47.52 |
| 17   | Filippo Fusaro   | Folignotriwinner     | 0.34.04 | 0.54.44 | 0.17.57 | 1.48.21 |
| 18   | Giuseppe Hernis  | Rho Triathlon Club   | 0.33.11 | 0.56.31 | 0.17.31 | 1.48.39 |
| 18   | Huber Rossi      | Venus Triathlon      | 0.33.54 | 0.55.57 | 0.17.19 | 1.48.39 |
| 20   | Riccardo Pavone  | K3 Cremona           | 0.32.45 | 0.57.12 | 0.17.20 | 1.48.40 |

### Elite donne
| Pos. | Atleta                | Società sportiva      | Corsa   | Bici    | Corsa   | Totale  |
| ---- | --------------------- | --------------------- | ------- | ------- | ------- | ------- |
|      | Giorgia Priarone      | 707                   | 0.34.44 | 0.59.43 | 0.18.48 | 1.54.45 |
|      | Marta Bernardi        | Tri Evolution         | 0.35.06 | 0.59.11 | 0.19.49 | 1.56.06 |
|      | Federica Frigerio     | CUS Pro Patria Milano | 0.34.44 | 1.02.18 | 0.18.20 | 1.56.57 |
| 4    | Eva Serena            | DDS                   | 0.36.15 | 1.01.16 | 0.18.56 | 1.58.08 |
| 5    | Chiara Cavalli        | K3 Cremona            | 0.37.31 | 1.02.25 | 0.20.14 | 2.01.45 |
| 6    | Nicoletta Santonocito | K3 Cremona            | 0.35.51 | 1.05.25 | 0.19.12 | 2.02.07 |
| 7    | Maria Casciotti       | Purosangue Asd        | 0.36.50 | 1.05.29 | 0.20.16 | 2.04.15 |
| 8    | Myriam Grassi         | Team Star Ssd         | 0.37.25 | 1.06.40 | 0.19.32 | 2.05.08 |
| 9    | Sara Speroni          | Valdigne Triathlon    | 0.37.47 | 1.06.07 | 0.19.30 | 2.05.15 |
| 10   | Sarah Giomi           | Tri Alto Adige        | 0.36.51 | 1.06.42 | 0.19.11 | 2.05.22 |
| 11   | Arianna Valenti       | U.s. Dolomitica Asd   | 0.37.27 | 1.06.25 | 0.19.38 | 2.05.30 |
| 12   | Elisabetta Stocco     | Buonconsiglio Nuoto   | 0.39.56 | 1.02.53 | 0.20.59 | 2.05.52 |
| 13   | Eleonora Bado         | Padova Triathlon      | 0.40.33 | 1.03.35 | 0.21.08 | 2.07.05 |
| 14   | Valentina Odaldi      | U.s. Dolomitica Asd   | 0.41.30 | 1.02.49 | 0.21.46 | 2.08.13 |
| 15   | Alessia Roggiero      | Tritaly Asd           | 0.39.18 | 1.07.18 | 0.21.10 | 2.09.20 |
| 16   | Tiziana Squizzato     | Valdigne Triathlon    | 0.40.50 | 1.04.49 | 0.21.40 | 2.09.54 |
| 17   | Cristina Ventura      | Magma Team            | 0.39.09 | 1.08.27 | 0.20.48 | 2.10.04 |
| 18   | Gloria Cisotto        | Triathlon Cremona St  | 0.40.34 | 1.07.27 | 0.21.33 | 2.11.06 |
| 19   | Cristina Mercuri      | Folignotriwinner      | 0.39.39 | 1.09.47 | 0.20.50 | 2.12.26 |
| 20   | Michela Morsini       | Tts                   | 0.41.49 | 1.07.05 | 0.22.00 | 2.13.01 |